# День захисників і захисниць України
День захисників і захисниць України — державне свято України, що відзначається щороку 1 жовтня в день Покрови Пресвятої Богородиці. Започатковано 14 жовтня 2014 року президентським указом із назвою «День захисника України». Через реформу церковного календаря в Україні з 2023 року святкування перенесено з 14 жовтня на 1 жовтня.
З 2015 року є державним святом і неробочим днем. У серпні 2021 року свято було перейменовано на «День захисників і захисниць України» для встановлення статевої рівності.

## Історія

### Передумови
Потреба у загальнодержавному святі для відзначення захисників України особливо гостро постала після російської окупації Криму та початку воєнних дій на території Донецької та Луганської областей. Сотні полеглих бійців за Україну потребували гідного вшанування з боку суспільства і держави. Також в українському суспільстві внаслідок реакції на російсько-українську війну підсилилися тенденції декомунізації — відмови від радянських символів і свят.
Президент Петро Порошенко на виступі під час військового параду в Києві 24 серпня 2014 року відзначив:
|                                                       | В багатому на подвиги літописі українського воїнства безліч битв і дат, гідних стати Днем захисника Вітчизни. Я наголошую, Україна більше ніколи не відзначатиме це свято за військово-історичним календарем сусідньої країни. Ми будемо шанувати захисників своєї Батьківщини, а не чужої! |
| — Петро Порошенко, Президент України, 24 серпня 2014. | |

Голова Українського інституту національної пам'яті Володимир В'ятрович мотивував вибір дати 14 жовтня для Дня захисника України історичною традицією вшанування українського війська на Покрову.
На Покрова традиційно відзначається як день Українського козацтва та створення Української повстанської армії — військово-політичної формації українського визвольного руху.

### Державне свято
14 жовтня 2014 року Президент  Петро Порошенко встановив: щорічно 14 жовтня відзначати День захисника України та скасувати святкування Дня захисника Вітчизни 23 лютого, знаного за часів СРСР як «День радянської армії і Військово-морського флоту». Указ мав на меті вшанування мужності та героїзму захисників незалежності й територіальної цілісності України, військових традицій і звитяг Українського народу, сприяння подальшому зміцненню патріотичного духу в суспільстві та на підтримку ініціативи громадськості. Цим же указом скасовано указ Президента України Леоніда Кучми 1999 р., яким встановлювалося свято — День захисника Вітчизни, що відзначалося щорічно 23 лютого.
У лютому 2015 року Президент Порошенко виступив з ініціативою зробити День захисника України державним святом і неробочим днем із внесенням відповідних поправок до Кодексу законів про працю.
5 березня 2015 Верховна Рада України ухвалила за основу та в цілому президентський законопроєкт, яким пропонується зробити вихідним днем День захисника України 14 жовтня.

### Перше відзначення

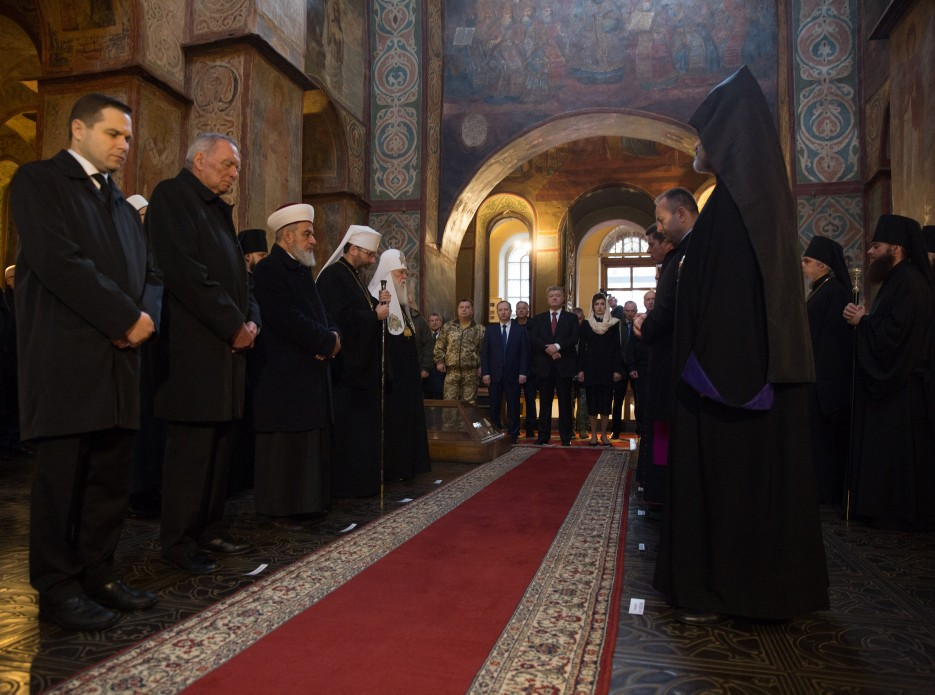
«Молитва за захисників України» у Софійському соборі 14 жовтня 2017 року у присутності Президента Порошенка

У 2015 році в Україні вперше відзначили свято Дня захисника України. Воно пройшло під гаслом «Сила нескорених».

### Встановлення гендерної рівності
3 серпня 2021 року Президент Володимир Зеленський підписав Закон «Про внесення зміни до статті 73 Кодексу законів про працю України» № 1643-ІХ, який парламент ухвалив 14 липня 2021 року. Документ сприяє гендерно збалансованому висвітленню ролі військовослужбовців у захисті нашої країни та належному вшануванню воїнів обох статей. Адже багато жінок нарівні з чоловіками беруть участь у захисті суверенітету й територіальної цілісності України.
Згідно із законом, назва свята «День захисника України», яке щороку відзначається 14 жовтня, змінюється на «День захисників і захисниць України». Закон набрав чинності з дня, наступного за днем його опублікування, тобто з 4 серпня 2021 року.

### Повномасштабна російсько-українська війна 2022 року
14 жовтня 2022 року Україна відзначила свято новими наступальними контрударами. Як повідомдяє Укрінформ, головнокомандувач Збройних сил України Валерій Залужний привітав захисників і захисниць зі святом і відзначив, що українці у лютому 2022 року витримали потужний ворожий удар, поховали міф про непереможність російської армії, а тепер повертають своє і йдуть вперед.
Загалом за час від початку повномасштабного вторгнення росії в Україну, за мужність і героїзм у жорстоких боях, державними нагородами відзначені майже 30 тисяч українських захисників.

### Зміна дати
У зв'язку з реформою церковного календаря в Україні, Покрова Пресвятої Богородиці з 2023 року відзначатиметься 1 жовтня. 28 червня 2023 Президент України Володимир Зеленський подав до Верховної Ради законопроєкт про перенесення Дня захисника України з 14 жовтня на 1 жовтня, який було ухвалено 14 липня 2023 року. 28 липня Зеленський підписав законопроєкт та Указ Президента № 455/2023 «Про внесення змін до деяких указів Президента України», відтак, дата відзначення свята була остаточно перенесена.

## У культурі

### Поштові марки
12 жовтня 2015 Укрпошта випустила поштову марку «День захисника України».
До Дня захисників і захісниць України 1 жовтня 2024 року Укрпошта ввела в обіг марку «Під покровом Богородиці».

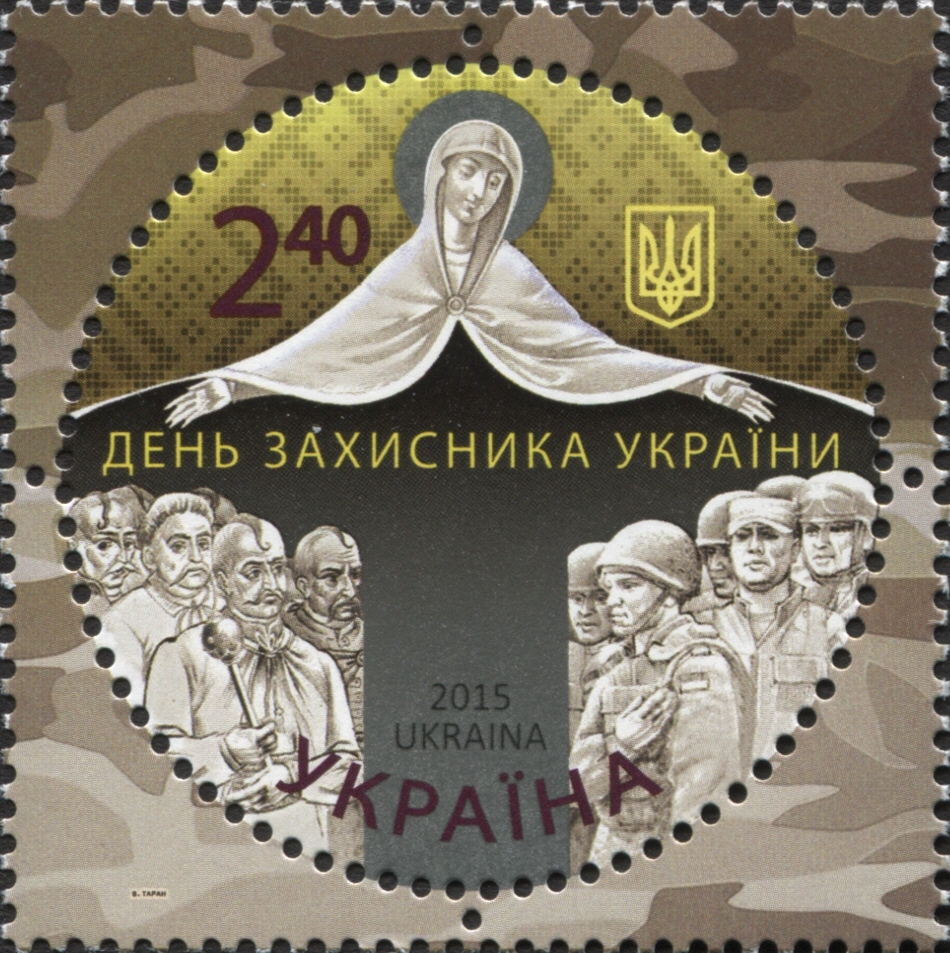
Поштова марка «День захисника України», (2015).
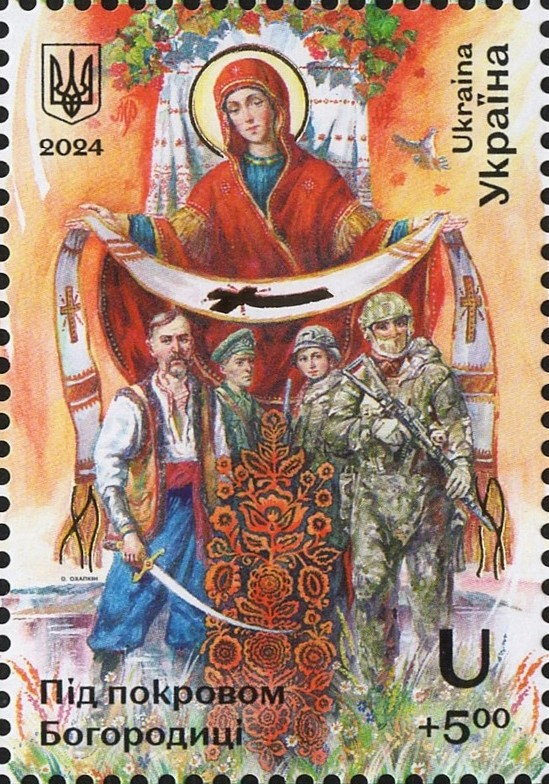
Поштова марка «Під покровом Богородиці», (2024)

### Пам'ятні монети
12 жовтня 2015 року Національний банк України ввів в обіг 50 тисяч штук 5-гривневих монет «День захисника України», яка надалі розпочала серію монет «Збройні Сили України».

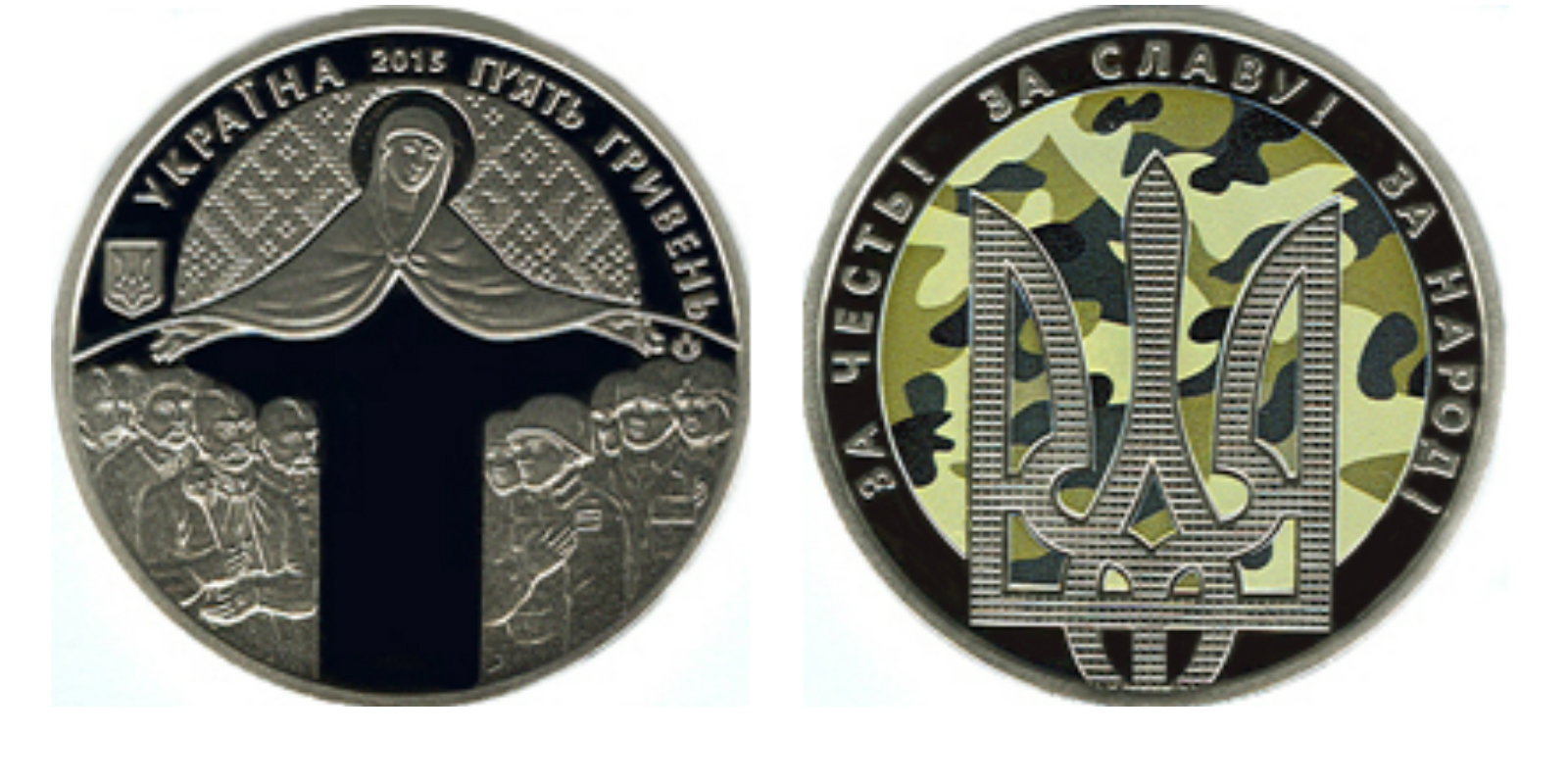
Пам'ятна монета «День захисника України» (2015).